# The Place Beyond the Pines
The Place Beyond the Pines ist ein US-amerikanischer Spielfilm von Derek Cianfrance aus dem Jahr 2012 mit Ryan Gosling, Bradley Cooper und Eva Mendes, sowie Dane DeHaan und Emory Cohen in den Hauptrollen. Ben Mendelsohn, Mahershala Ali und Ray Liotta spielen in Nebenrollen ebenfalls mit. Im Fokus des Filmdramas befinden sich zwei Vater-Sohn-Beziehungen, die sich über mehrere Generationen erstrecken.

## Handlung
Der stille Einzelgänger Luke Glanton arbeitet auf einem Jahrmarkt als Motorrad-Stuntfahrer. Als der Jahrmarkt in der Kleinstadt Schenectady, New York hält, trifft Luke auf seine Ex-Freundin Romina, welche er seit gut einem Jahr nicht mehr gesehen hat, und bietet ihr an, sie auf seinem Motorrad nach Hause zu fahren, was diese annimmt.
Am nächsten Abend fährt Luke erneut zu Romina nach Hause, trifft jedoch nur deren Mutter an, von welcher er erfährt, dass er einen Sohn im Säuglingsalter, namens Jason hat. Luke fährt daraufhin zu dem Diner, wo Romina arbeitet, und konfrontiert sie damit, dass sie seinen Sohn vor ihm geheim gehalten hat, woraufhin Romina entgegnet, dass er damals einfach abgehauen sei, ohne etwas zu sagen.
Da der Jahrmarkt am nächsten Tag weiterreist, kündigt Luke seinen Job auf dem Jahrmarkt, um bei Romina und Jason sein zu können, muss jedoch feststellen, dass Romina einen neuen Mann, Kofi, hat, welcher sich Luke gegenüber feindselig zeigt.
Kurz darauf lernt Luke den lokalen Mechaniker Robin kennen, bei welchem er einzieht und der ihm einen Job in seiner Werkstatt gibt. Jedoch nagt das Wissen, dass er nicht für seinen Sohn da ist, sehr an ihm.
Um an mehr Geld zu gelangen, damit Luke seinem Sohn etwas bieten kann, bringt Robin Luke auf die Idee, eine Bank zu überfallen, was Luke zunächst ablehnt. Doch als Romina Lukes Angebot, gemeinsam abzuhauen, ausschlägt, stimmt er Robins Plan doch zu.
Gemeinsam begehen Luke und Robin zwei gut geplante Banküberfälle nach dem gleichen Schema. Luke fährt mit seinem Motorrad zu der Bank und raubt den Schalter schnell aus und flieht mit seinem Motorrad zu Robin, welcher mit einem Transporter auf ihn wartet, in welchem sie das Motorrad laden.
Außerdem kommt Luke auch Romina näher, welche ihn Jason sehen lässt.
Allerdings will Luke mehr und fängt an, mehr ins Leben von Romina einzugreifen. Als er unangekündigt mit mehreren Geschenken für Jason bei Romina erscheint, u. a. einem Babybett, kommt es zwischen Luke und Kofi zu einem Streit, bei welchem Luke Kofi mit einem Schraubenschlüssel ins Gesicht schlägt und ihn schwer verletzt. Daraufhin wird Luke festgenommen und ihm wird verboten, sich Romina zu nähern, kommt jedoch wieder frei, als Robin ihm die Kaution zahlt.
Als Luke weiter Banken überfällt, weist Robin ihn jedoch ab, da die Sache ihm zu heiß wird, was Luke jedoch nicht hinnehmen will.
Luke besucht kurz darauf Romina bei der Arbeit, um sich bei ihr zu entschuldigen, diese weist ihn jedoch ab. Er bittet sie, wenigstens das Geld (welches er erbeutet hatte) für Jason anzunehmen.
Währenddessen zerlegt Robin Lukes Motorrad, um ihn von einem weiteren Überfall abzuhalten, woraufhin Luke ihn unter Waffenandrohung zwingt, ihm ein neues zu besorgen.
Mit einem neuen Motorrad macht Luke sich alleine auf einen weiteren Überfall auf, welcher jedoch schiefläuft und in einer Verfolgungsjagd mit der Polizei mündet. Verzweifelt flieht er in ein Einfamilienhaus, von wo aus er Romina anruft und sie bittet, Jason nicht von ihm zu erzählen. Kurz darauf stürmt der junge Polizist Avery Cross das Gebäude.
Avery missinterpretiert die Situation und schießt auf Luke, welcher, nachdem er im Affekt ebenfalls schießt und Avery ins Bein trifft, angeschossen aus dem Fenster im 1. Stock in den Tod stürzt.
Als Avery, welcher Jura-Absolvent ist und sich hocharbeiten möchte, später zu dem Vorfall befragt wird, lügt er und behauptet, Luke habe zuerst geschossen, woraufhin er als Held gefeiert wird, da er den gesuchten Bankräuber zur Strecke gebracht hat. Jedoch nagt sein Gewissen an ihm, als er erfährt, dass er den Vater eines kleinen Jungen erschossen hat, da er selbst einen Sohn namens AJ im gleichen Alter hat.
Zudem wird er kurz darauf von mehreren Kollegen, angeführt von Pete Deluca, mitgeschleppt, welche außer Dienst zu Romina fahren, sie belästigen und ihr das Geld stehlen, welches Luke ihr gegeben hatte, um es untereinander aufzuteilen.
Avery will Romina zwar später seinen Anteil des Geldes zurückgeben und sich bei ihr entschuldigen, diese weist ihn jedoch unter Tränen ab. Avery will das Geld seinem Vorgesetzten übergeben und den Fall melden, dieser will hiervon jedoch nichts wissen.
Da Averys Kollegen ihn nun als einen der ihren ansehen, weihen sie ihn in verschiedene korrupte Machenschaften ein. Dabei wird Avery das ganze Ausmaß der Korruption im Police Department bewusst.
Als Kollege Peter Deluca erfährt, dass Avery ihn verraten wollte, zwingt er Avery, mit ihm zu einem abgelegenen Waldstück zu fahren, vermutlich mit der Absicht, ihn dort zu töten, doch Avery kann ihm entkommen.
Um Lukes Tötung bei sich selbst wieder gut zu machen, fängt Avery an, mithilfe seines Vaters, einem ehemaligen Supreme Court Richter, gegen die Korruption vorzugehen, und es gelingt ihm, genug Beweise gegen Deluca und seine Schergen zu sammeln, um diese hinter Gitter zu schicken. Zudem nutzt er die Beweise, um sich eine Stelle als stellvertretender Bezirksstaatsanwalt zu sichern, wenngleich seine Ehe zu seiner Frau Jennifer zu bröckeln beginnt.
15 Jahre später: Avery steht mitten im Wahlkampf, um den Posten als Generalstaatsanwalt des Staates New York. Von Jennifer ist er mittlerweile geschieden, zudem ist kürzlich sein Vater gestorben. Sein rebellischer, jugendlicher Sohn AJ zieht nach der Scheidung bei ihm in Schenectady ein. Da Avery jedoch mehr an seiner politischen Karriere interessiert ist, vernachlässigt er seinen Sohn.
Auf der neuen Schule freundet sich AJ schnell mit dem gleichaltrigen Jason an, Lukes Sohn. Dass AJs Vater Jasons Vater getötet hat, wissen die beiden nicht.
Kurz darauf werden die beiden Jungen, nachdem sie Drogen gekauft haben, festgenommen. Avery erkennt hierbei Jason als den Sohn von Luke. Immer noch von Schuld geplagt, lässt er seine Kontakte spielen und sorgt dafür, dass Jason größtenteils ungestraft freikommt, verbietet AJ aber jeglichen weiteren Umgang mit Jason. AJ ignoriert das Verbot jedoch.
Zeitgleich beginnt Jason, mehr und mehr nach seinem leiblichen Vater zu fragen. Seine Mutter Romina schweigt jedoch, wie Luke es wollte. Allerdings schafft Jason es, seinen Ziehvater Kofi dazu zu bringen, ihm wenigstens Lukes Namen zu verraten. Durch eine Internetsuche erfährt er von den Überfällen von vor 15 Jahren sowie die Adresse von Robin, welchen er aufsucht, in der Hoffnung, mehr über seinen Vater zu erfahren. Robin, welcher sichtlich noch bereut, Luke damals zu den Überfällen überredet zu haben, erzählt Jason von seinem Vater und seinem Talent, Motorrad zu fahren, und schenkt ihm eine alte Sonnenbrille von Luke.
Als Avery kurz darauf für seinen Wahlkampf einige Zeit nicht in der Stadt ist, plant AJ, bei sich zu Hause eine Party zu schmeißen, wofür er Jason anstiftet, Oxycodon zu besorgen. Jason stiehlt diese aus einer Apotheke auf eine ähnliche Art und Weise, wie Luke vor Jahren die Banken überfiel.
Auf der Party sieht Jason jedoch ein Bild von Avery und erkennt ihn wieder als den Mann, der seinen Vater getötet hat. Rasend vor Wut stürzt Jason sich auf AJ, welcher ihn jedoch überwältigt und krankenhausreif schlägt.
Als Jason entlassen wird, sinnt er auf Rache, kauft sich eine Waffe und macht sich auf den Weg zum Haus der Crosses. Dort schießt er auf AJ und fängt Avery ab und zwingt Avery, in den Wald zu fahren (an die gleiche Stelle, wo Deluca ihn vor Jahren hinzwang).
Dort angekommen, zwingt Jason Avery mit vorgehaltener Waffe auf die Knie. Avery bettelt um Gnade und spricht Jason hierbei mit Namen an und sagt, dass es ihm leid tue, dass er seinen Vater erschossen hat. Allerdings lässt Jason ihn schließlich doch leben und klaut ihm nur sein Portemonnaie und sein Auto, was Avery ohne Widerstand hinnimmt. Im Portemonnaie findet Jason ein altes Foto von sich als Baby mit seinen Eltern, welches Avery aus der Asservatenkammer entwendet hatte und all die Jahre mit sich herumgetragen hat.
Wenig später gewinnt Avery die Wahl zum Generalstaatsanwalt. AJ begleitet ihn zu seiner Amtseinführung.
Jason hingegen ist von zu Hause abgehauen. Als Lebenszeichen schickt er Romina das Bild aus Averys Portemonnaie per Post. Die letzte Szene zeigt ihn, wie er sich auf dem Land ein gebrauchtes Motorrad kauft und damit davonfährt.

## Kritik
The Place Beyond the Pines erhielt überwiegend gute Kritiken. Bei Rotten Tomatoes erreichte das Filmdrama einen Wert von 78 % und 75 % der Besucher gefiel der Film. In der Internet Movie Database wurde The Place Beyond the Pines mit 7,4 bewertet.
Beispielsweise äußerte sich die filmstarts.de-Redaktion so: „In dem mit überraschenden Wendungen garnierten Parforceritt stecken gleichsam drei Filme in einem. Der Regisseur verbindet virtuos Action, Thriller und Drama und untermauert mit seiner herausragend fotografierten […] Studie über Schuld und Sühne seinen Ruf als einer der spannendsten Filmemacher im amerikanischen Independentkino.“

„In seiner epischen Anlage erscheint The Place Beyond the Pines streckenweise wie eine postmoderne Neuauflage von Les Misérables. […] Aufgebaut als Triptychon und damit wiederum bezugnehmend auf Darstellungsgebräuche vergangener Zeiten ist die Struktur aber letztlich interessanter als ihre erzählerische Ausstaffierung. Im zweiten Drittel erzählt Cianfrance, stilistisch zunehmend ambitionsloser, vom ehrgeizigen Polizisten Avery, der Luke zu fassen kriegt, frenetisch als American Hero gefeiert wird und gleichzeitig selbst immer tiefer hineingerät in die Konspirationen seiner korrupten Polizeikollegen. Sein institutioneller Gerechtigkeitssinn provoziert schließlich auch das melodramatische Dilemma, das Cianfrance hier durchaus in erprobter Tradition nachempfindet.“

„The Place Beyond The Pines ist ein Genrehybrid aus Crime-Thriller, Familiendrama und Coming of Age-Geschichte – allerdings nicht inhomogen verteilt, sondern absolut stimmig in seiner Form. Der Film bohrt sich stetig immer tiefer in seine Thematik hinein, bis er schließlich durch die Dunkelheit hindurch ein schwaches Licht erahnen lässt. Jedoch nicht an diesem Ort unter den Kiefern. Fotos erinnern und weisen einen Weg, während sie wie ein Grabstein an ihrer Stelle bleiben müssen. Derek Cianfrance ist eine weitere meisterhafte Leistung gelungen, getragen von intensiven Darstellerperformances und einer bedachten Inszenierung.“

„Ryan Gosling und Bradley Cooper in einer packenden Vater-Sohn-Story. Regisseur Derek Cianfrance lädt mit seinem Faible für verkorkste Familien seinen Stars viel Emotionen auf. Doch Gosling und Cooper liefern souverän ab! So handelt es sich bei diesem Drama um eine emotionsgeladene Story mit packender Star-Performance.“

## Hintergrund
- Der Film feierte am 7. September 2012 auf dem Toronto International Film Festival Premiere. In den Vereinigten Staaten lief er in einigen ausgewählten Kinos am 29. März 2013 an. Der landesweite Beginn war aber erst am 12. April 2013. In Deutschland kam der Film am 13. Juni 2013 in die Kinos.

- Die Produktionskosten des Films beliefen sich auf 15 Millionen US-Dollar.[7] Weltweit spielte der Film ca. 47,1 Millionen US-Dollar ein – 21,4 Millionen US-Dollar in den USA und 25,7 Millionen US-Dollar in anderen Ländern.[8]

- Die Banken, die im Film ausgeraubt werden, sind auch in der Realität Banken. Die First National Bank of Scotia erlaubte das Drehen in mehreren Filialen.

- Die Frau von Regisseur Derek Cianfrance, Shannon Plumb, hat eine Gastrolle als Frau in der Eisdiele.

- Der Titel The Place Beyond the Pines beruht auf dem irokesischen Ursprung des Stadtnamens Schenectady. Schenectady bedeutet in Mohawk „der Platz jenseits der Pinien“.

## Synchronisation
| Rolle              | Schauspieler    | Deutscher Synchronsprecher |
| ------------------ | --------------- | -------------------------- |
| Luke Glanton       | Ryan Gosling    | Tommy Morgenstern          |
| Avery Cross        | Bradley Cooper  | Tobias Kluckert            |
| Romina             | Eva Mendes      | Sandra Schwittau           |
| Jennifer           | Rose Byrne      | Ranja Bonalana             |
| Deluca             | Ray Liotta      | Udo Schenk                 |
| AJ                 | Emory Cohen     | Constantin von Jascheroff  |
| Bill Killcullen    | Bruce Greenwood | Reinhard Kuhnert           |
| Robin Van Der Hook | Ben Mendelsohn  | Erich Räuker               |
| Kofi               | Mahershala Ali  | Matti Klemm                |
| Al Cross           | Harris Yulin    | Klaus Sonnenschein         |

## Heimvideo-Veröffentlichung
Die DVD und Blu-ray-Veröffentlichung in den Vereinigten Staaten fand am 6. August 2013 statt. In Deutschland ist The Place Beyond the Pines seit dem 7. November 2013 auf DVD und Blu-ray erhältlich.